# Hilvertshof
Hilvertshof is een overdekt winkelcentrum met meerdere verdiepingen in het centrum van de Noord-Hollandse plaats Hilversum. Het winkelcentrum kende in 2017 circa 35 winkels waaronder een grote supermarkt en een Primark.

## Begin
Op 25 maart 1973 werd winkelcentrum Hilvertshof officieel geopend door burgemeester P.J. Plateel. Het 'koop- en kijkpaleis' telde destijds ongeveer 85 winkels op een oppervlakte van 20.000 m². Hilvertshof claimt het eerste meerlaagse overdekte winkelcentrum van Nederland te zijn geweest, een maand later opende winkelcentrum Hoog Catharijne in Utrecht. Delta Lloyd, WestlandUtrecht Bank en Matser BV investeerden veertig miljoen gulden in het project. In het oog springende onderdelen van het complex waren de luchtbruggen naar de toenmalige winkel van Vroom & Dreesmann, de buitenroltrap aan de Groest en de parkeerdekken voor ruim 200 auto's.

## Verbouwingen
Sinds de opening is Hilvertshof drie keer grootschalig verbouwd. Tot midden jaren 1990 waren er bruin/groene vloertegels en open plafonds. Nieuwe eigenaar Kroonenberg Groep gaf het winkelcentrum in 2001 een in- en uitwendige renovatie. De ingangen Groest, Zeedijk en Kerkstraat werden voorzien van grote glaswanden en nieuwe automatische schuifdeuren. Een groot deel van de roltrappen werd vervangen en de luchtbehandelingsinstallatie vernieuwd.
In 2015 werd een nieuwe grootschalige renovatie van het winkelcentrum begonnen naar een ontwerp van architect Rijnboutt. Licht, lucht en ruimte bieden was daarbij een belangrijke doelstelling. Harde vierkante vormen maakten plaats voor ronde vormen met veel glas. Sommige vloeren werden opengebroken, hetgeen hoogte en licht creëerde. Het aantal winkels reduceerde hiermee tot ongeveer 50 Roltrappen en liften zijn verplaatst, en de ingangen Groest en Kerkstraat zijn vernieuwd. De veranderingen waren nodig om winkels met een grotere oppervlakte te kunnen verhuren aan bedrijven als H&M, Zara en Primark. Op 13 juni 2017 is het vernieuwde winkelcentrum heropend door Burgemeester Pieter Broertjes.